# Gobernación de Volinia
La gobernación de Volinia (Волынская губерния) (desde 1796; Zhitómir Житомир), fue una división territorial del Imperio ruso.

## Correspondencia con la actualidad
La gobernación comprendía totalmente o grandes porciones de los óblast actuales de:
- Óblast de Volinia, cuya capital es Lutsk
- Óblast de Rivne, cuya capital es Rivne
- Óblast de Zhitómir, cuya capital es Zhitómir, siendo anteriormente capital de toda la gobernación.
- Mitad norte del Óblast de Jmelnitski, cuya capital es Jmelnitski

También comprende porciones más o menos pequeñas de los actuales:
- Óblast de Kiev
- Óblast de Vínnitsa
- Óblast de Ternópil

## Subdivisiones en uyezd
Los uyezd en los que se dividía la gobernación de Volinia en las disposiciones de 1796 son:
- Uyezd de Volodímir-Volinski (Владимир-Волынский)
- Uyezd de Dubno (Дубенский)
- Uyezd de Zhitómir (Житомирский)
- Uyezd de Izyaslav (Изяславский)
- Uyezd de Kóvel (Ковельский)
- Uyezd de Krémenets (Кременецкий)
- Uyezd de Lutsk (Луцкий)
- Uyezd de Novograd-Volinski (Новоград-Волынский)
- Uyezd de Óvruch (Овручский)
- Uyezd de Ostroh (Острожский)
- Uyezd de Rivne (Ровенский)
- Uyezd de Starokonstantínov (Староконстантиновский)

- Datos: Q1333965
- Multimedia: Volyn Governorate / Q1333965